# 星のカービィ 夢の泉デラックス
『星のカービィ 夢の泉デラックス』（ほしのカービィ ゆめのいずみデラックス）は2002年10月25日にゲームボーイアドバンス用ソフトとして任天堂より発売されたアクションゲーム。開発元はハル研究所。『星のカービィ』の第7作目にあたる。同年12月2日にはアメリカでも発売された。
『星のカービィ 夢の泉の物語』のリメイク版として制作された。複数人によるプレイや、サブゲームなどの機能が追加されており、グラフィックも原作とは大きな差がある。

## 概要
ストーリー・操作・登場キャラクターなどは、以下に挙げる例外を除き基本的に『星のカービィ 夢の泉の物語』と同じ。ただし、扱える情報量が多くなったため、グラフィック・BGMなどの品質は向上されている。また、面の一部が変更、省略されている箇所も数多く存在する。
コピー能力を得た時に帽子を被る点は『スーパーデラックス』の流れも汲んでいる。後の『鏡の大迷宮』、『参上! ドロッチェ団』では、本作品のインターフェイス、グラフィック、BGMなどをベースにしている。
また、GBA版では通信ケーブルを用いた2 - 4人の同時プレイが可能で、通常のストーリーモードを多人数で進めることができるほか、サブゲームも4人まで同時に遊ぶことができるがVC版ではマルチプレイをすることは出来ない。
リメイク前と違うところは、バタービルディングの回転スクロールステージが、スクロールの代わりに時間経過で扉が開くステージに変えられていたり、一部の敵キャラクターが置き換えられていること、一部の地面の色分け、4色あったスイッチが1色に統一、リメイク前のバグの取り除き、一部のステージが省略されたなど。ただし、置き換えられても攻撃パターンは同じである。またリメイク前で固有のBGMを持たなかったメタナイツとデデデはそれぞれ『星のカービィ64』の中ボス戦のアレンジ、『大乱闘スマッシュブラザーズDX』のステージ夢の泉が使用されている。さらにレベル7のボスラッシュでは『スーパーデラックス』のデデデ戦のアレンジが使用されている。また、携帯ゲーム機で初めて、後半部分のあるデデデ戦BGMが（当のデデデ本人は別のBGMを使用しているが）使用された作品でもある。
- 置き換えられた敵キャラクター
  - ローリングタートル → ファンファン
  - スパイニー → ニードラス
  - バウンダー → ギップ

2005年9月23日現在での国内推定販売本数は約86万3千本であり、これはゲームボーイアドバンスのアクションゲームジャンルタイトルの中では1位の販売本数である。
アニメ『星のカービィ』の製作にあたり、アニメの販促連動を兼ねたゲームを開発する事になり本作は「鏡の大迷宮」と共に本編シリーズの一つとして開発された。こうした兼ね合いの為か本作以前の本編シリーズの発売は春に発売していたが、本作は秋の販売になった。
オリジナル版のディレクターである桜井政博は「ゼネラルディレクター」としてクレジットされているが、桜井によると開発には直接的な関与はしておらず監修する立場での参加となっている。

## ステージ構成
レベル1 VEGETABLE VALLEY（ベジタブルバレー）
プププランド周辺の草原。レベル1のため全4ステージと短く、各ステージもさほど難しくない。ボスはウィスピーウッズ。
レベル2 ICECREAM ISLAND（アイスクリームアイランド）
海に浮かぶ南の島。全5ステージ。主に陸上を進み、水中を進む箇所は少ない。ボスはペイントローラー。
レベル3 BUTTER BUILDING（バタービルディング）
石造りの高い塔。どんどん上階に進んでいく。全6ステージ。塔の各階層がステージになっている。室内のため落下の危険は低いが、その分トゲなどのトラップが多め。ボスはMr.シャインとMr.ブライト。
レベル4 GRAPE GARDEN（グレープガーデン）
プププランド上空の雲の上。全6ステージ。落ちると即ミスになる場所が多く、難易度はやや高い。ボスはクラッコ。
『星のカービィ スーパーデラックス』の「メタナイトの逆襲」内でメタナイツが小手調べに最初の侵略地点として定めたのはこのグレープガーデンである。
レベル5 YOGURT YARD（ヨーグルトヤード）
険しい山岳地帯。全6ステージ。雲の上から山頂へ渡り、そこから平地へ下山していくような流れとなる。ボスはヘビーモール。
レベル6 ORANGE OCEAN（オレンジオーシャン）
夕焼けの海とそこに浮かぶ島々、海賊船などが舞台。全6ステージ。アイスクリームアイランドと違い、水中を進む場面が多い。全てのステージにスイッチが隠されており、難易度は高い。終盤のコースは氷のステージでマップ画面の背景も暗くなっており、BGMや世界観もレベル7のステージと同等になっている。ボスはメタナイト。
レベル7 RAINBOW RESORT（レインボーリゾート）
夢の泉周辺が舞台で、宇宙を思わせる幻想的な場所が多い。全6ステージ。中ボスとの連戦になったり、多数の敵が襲ってきたりと難易度は非常に高い。最終ステージである7-6は初代『星のカービィ』の各ステージを連結した構造というのは原作と同じだが、本作ではモノクロなのは背景のみになっている。ボスはデデデ大王。
レベル8 THE FOUNTAIN of DREAM（ザ ファウンテン オブ ドリーム）
デデデ大王を倒すと進める最終ボスステージ。直訳すると「夢の泉」。コピーがスターロッドに固定され、ナイトメアパワーオーブ、ナイトメアウィザードとの連戦になる。

## コピー能力
スタートボタンを押すと見られるコピー能力の説明は、『夢の泉の物語』のように文章できちんと説明しているものではなく、大きさやデザインが多様で色彩的な文字が用いられた、その能力を直感的に理解できるコミカルな説明になっている。英語版では普通の文章で説明する。括弧内はその能力をコピーできるキャラクター。
ファイア（ホットヘッド）
火を吹いて攻撃する。導火線に火をつけられる。
バーニング（フレイマー・ファイアーライオン）
火の玉になって突進する。突進中は無敵。導火線に火をつけられる。固いブロックを壊せる。
アイス（ペンギー）
口から冷気を吹いて触った敵を凍らせる。凍った敵は触れれば横に飛んでいき、それにあたった敵も倒せる。
フリーズ（チリー・ミスターフロスティ）
体中から冷気を出して触った敵を凍らせる。凍った敵は触れれば横に飛んでいき、それにあたった敵も倒せる。攻撃中は移動できない。
ソード（ソードナイト・ブレードナイト）
剣を振って攻撃する。水中でも使える。
この能力を持っている間はスライディングが剣による突き攻撃に変化するが性能に変化はなく、ボス級の敵にはダメージを与えることはできない。
カッター（サーキブル）
カッターを飛ばして攻撃する。飛ばしたカッターはブーメランのように戻ってきて、戻ってくる間も攻撃できる。
スパーク（スパーキー）
体中から電気を放出して攻撃する。ただし敵が中心部にいる自分に当たるとダメージ。攻撃中は移動できない。
ストーン（ロッキー）
石になって敵を押しつぶす。石になっている間はなにがあっても無敵。もう一度「B」ボタンを押すと元に戻る。杭を打てる。固いブロックを壊せる。
トルネイド（ツイスター）
一定時間竜巻になって攻撃する。竜巻になっている間は無敵。「B」ボタン長押しで上昇。原作では名称が「トルネード」だった。
パラソル（ワドルディやワドルドゥのパラソル）
傘を振って攻撃する。持っているだけで上からの攻撃を防げる。高いところから落ちるとフワフワ落ちる。下ボタンを押すと普通に落下。水中でも使える。
ハンマー（ボンカース）
ハンマーで敵を叩いて攻撃する。攻撃時の隙が大きいが、威力は抜群。杭を打てる。固いブロックを壊せる。水中でも使える。
ホイール（ウィリー・グランドウィリー）
無敵のタイヤになって突進する。突進した後はもう一度「B」ボタンを押すか、壁にぶつかるまで走り続ける。左右の方向転換もできるが、その時のみ無敵ではなくなる。固いブロックを壊せる。
ボール（バブルス）
ボールになって跳ねて攻撃する。体が点滅しているときは無敵。「A」ボタン長押しでより高く跳ねることができる。ただし上下のモノにあたるとき敵に触れるとダメージ。
ビーム（ワドルドゥ）
斜め上から斜め下まで前の大体半分をビームで攻撃。ビームは壁を貫通する。
レーザー（レーザーボール）
真っ直ぐに飛ぶレーザーを発射する能力。レーザーは斜めの地形にあたると90度曲がり飛んでいく。角度を変えるのは三回まで。壁は貫通しない。導火線に火をつけられる。威力は小さい。
ニードル（ニードラス）
体にトゲを生やして全方向に攻撃する能力。同じ攻撃方法のスパークに比べ攻撃力が高いが、とげが生えるのに少しのタイムラグがある。手に入る場所が限られている。ただしスパークと同様、中心部の自分に触れられるとダメージ。攻撃中は移動できない。
ハイジャンプ（スターマン）
とても高くジャンプすることができる能力。ジャンプ中に再度「B」ボタンを押すと途中でジャンプが止まる。ジャンプ後は地面に着くまで再度ジャンプはできない。ジャンプ中は無敵。
バックドロップ（バグジー）
原作では吸い込みで掴んでいたが、本作では「B」ボタンを押すと横に飛んで、敵を掴む。その後、「A」ボタンや十字ボタン左右などで敵を叩きつけることができる。掴んだ後何もしないと自動的に叩きつける。空中で掴むと自動的に向いていた方向の斜め下に投げ飛ばす。掴んでいる間に触れた敵も倒せる。
スロウ（ファンファン）
敵を吸い込みで掴み、十字ボタン上下で方向転換して投げ飛ばす能力。吸い込みで捕まえるので壁越しでも掴める。掴んでいる間に触れた敵には、大ダメージを与える。なお、スカーフィは吸い込むと怒るので投げられない。
スリープ（ノディ）
コピーした瞬間にカービィが寝てしまう能力。寝た後は一定時間経つか敵に触れると起きる。もちろん敵に触れた場合はダメージ。
ライト（クールスプーク）
真っ暗なエリアを明るくすることができる能力。一回しか使えない。明るいところで使っても特に意味はない。攻撃はできない。
マイク（ミスターチクタク）
大声で画面上の敵を一掃する能力。3回しか使えない。同じような効果を持つ能力「クラッシュ」を1回使うよりも、「マイク」を3連発する方が威力は高い。ブロックなどは壊せない。
クラッシュ（ボンバー・ポピーブロスSr.）
とてつもない衝撃波を出して画面上の敵を一掃する能力。ボス戦などで役立つ。導火線に火をつけられる。ブロックなどは壊せない。
U.F.O（ユーフォー）
文字通りユーフォーになり、攻撃する能力。ボタンを押す長さで攻撃が変わり、押す長さが長いほど強い攻撃が出せ、ビーム→レーザー→強力レーザー→貫通レーザーという順番で技が出せる。ごく僅かのステージにしかユーフォーは存在しない上に、ステージを出ると能力は消えてしまう。押した長さがレーザー以上の攻撃では導火線に火をつけられる。また、レーザーは斜めの地形にあたると90度曲がり飛んでいく。貫通レーザーは敵や壁を貫通する他、固いブロックを壊せる。水中でも使えるが、すりぬけ床は降りられない。
スターロッド
特別な能力で、ラスボス「ナイトメアパワーオーブ」、「ナイトメアウィザード」との戦いでだけ使う能力。ロッドから星を飛ばして攻撃する。回転攻撃と星飛ばしがあるが、星飛ばしのほうが攻撃力がある。

## サブゲーム
原作にあった「クレーンフィーバー」、「たまごきゃっちゃ」、「はやうちカービィ」のサブゲームは収録されず、新たに追加されたサブゲームに置き換えられた。また、オリジナルでは1度クリアしないとサブゲームをプレイすることができなかったが、本作ではメインゲームでプレイする3種類のサブゲームを始めから選ぶことができる。
刹那の見切り改
『星のカービィ スーパーデラックス』に登場した、サブゲーム『刹那の見切り』のリメイク版。反射神経を必要とする。
爆裂!ボンバーラリー
爆弾をフライパンで打ち返して最後まで生き残る羽根突きやテニスのようなサブゲーム。動体視力を必要とする。
カービィのエアグラインド
レールの上を走り、いかに早くゴールできるかを競うサブゲーム。Aボタンを押すことでスピードアップできるが、黒いレールの上でこの操作を行なうと減速してしまうのでタイミングが必要となる。
タイトルは『カービィのエアライド』を元としている（当時はN64版は開発中止で、GC版が水面下で開発中の段階であり、『エアライド』自体は発売していなかった）。
かちぬきボスバトル
「ノーマルモード」でラスボスを倒すと出現。今まで戦って来たボス全員と一対一で勝負。途中に回復アイテムはないので、いかに体力を温存しながら戦えるかが勝負の決め手となる。なお、ボス戦の途中で手に入るコピー能力は、次のボス戦に持ち込み可能。
メタナイトでゴー!
「エキストラモード」をクリアすると出現（「エキストラモード」については後述）。カービィではなく、メタナイトを操作してステージを進んでいく。攻撃手段は剣で、コピー能力のソードに準ずる。この剣は導火線の着火や杭を打つ事が可能。翼を出して飛行する事もできる。途中にあるサブゲームはプレイできないが、闘技場や博物館は通常通り利用可能。エキストラモードと同じく、体力が3。元気ドリンクの回復量は1。最後のデデデ大王を倒すとクリア。クリアするまでの時間が計られていて、タイムアタック的な要素もある。途中でセーブはできないが、コンテニューは何回でもできる。クリアすると特別な画面が見られる。
なお、発売当時放送されていたアニメ版『星のカービィ』のコーナー「プププつうしん」でもこのモードが紹介されたことがあるのだが、その解説をメタナイト自身（厳密にはその声を担当した私市淳）が行っていた。

## エキストラモード
ノーマルモードの達成率を100%にすると、「エキストラモード」で遊べるようになる。体力は3、元気ドリンクの回復量は1になっているほか、サブゲームの難易度がすべて最高度になっている。オリジナルと違いデータは自動的にセーブされる。これをクリアすると「メタナイトでゴー!」が遊べるようになる。なお、エキストラモードで達成率を100%にすると特別な画面が出るがおまけ要素はない。また、100％を達成してもサウンドテストが消滅しなくなった（再度エキストラモードをクリアする必要が無い）。

## 称号
本作では達成率に応じて各セーブデータに以下の称号が与えられ、ファイルセレクト画面で見る事が出来る。なお、最高の称号である「ほしのカービィ」に達するためには、ノーマルモードに加えエキストラモードもクリアする必要がある。
- あめあがりのしずく
- はるかぜのむすこ
- わかきたびびと
- はやてのかりゅうど
- ゆめのたんさくにん
- ちからのせんし
- ざいやのぶしょう
- ながれぼしつかい
- れきしのいじん
- さいごのほし
- でんせつのゆうしゃ
- ほしのカービィ

## その他
- 発表当時は「星のカービィGBA」というタイトルでリメイクであることも明かされていなかった。またステージも「夢の泉の物語」とは全く別の物であった[7]。
- ゴールゲームを飛ぶ順番に隠し機能などが搭載されている[7]。ゴールゲームを7、6、5、4、3、2、1と順に飛ぶと1UPを30個貰える。